# كورتني ويتني
كورتني ويتني (بالإنجليزية: Courtney Whitney)‏ هو محامي أمريكي، ولد في 20 مايو 1897 في واشنطن العاصمة في الولايات المتحدة، وتوفي بنفس المكان في 21 مارس 1969.